# Fire Emblem Akania Senki
BS Fire Emblem Akania Senki (BSファイアーエムブレム アカネイア戦記), BS Fire Emblem, chiến ký Akania là một game RPG Simulation được phát sóng qua vệ tinh cho hệ thiết bị ngoại vi nhận tín hiệu của hệ máy Super Famicom là Satellaview. Game được phát sóng từ ngày 29 tháng 9 năm 1997 cho đến ngày 25 tháng 10 năm cùng năm. Game còn được tái phát sóng vào tháng 11 năm 1997 và tháng 4 năm 1999.
Cho đến thời điểm hiện tại, người chơi không thể chơi được game này bằng cách bình thường nên nó không được giới thiệu trên trang tổng hợp Fire Emblem World của Nintendō. Vì vậy nhiều khi nó không được xem là một thành viên chính thức trong series Fire Emblem.

## Khái yếu
Akania Senki bao gồm 4 chương được phát sóng qua vệ tinh với bối cảnh là đại lục Akania trước thời điểm câu chuyện trong Ankoku Ryū (bộ 1 của Monshō no Nazo) bắt đầu không bao lâu. Chương 1 và chương 4 liên tục với nhau nhưng chương 2, 3 lại có nội dung độc lập. Giống như hầu hết các game Satellaview đương thời, Akania Senki được lồng tiếng nhân vật và nhạc nền được truyền qua vệ tinh, mang lại cho người chơi cảm giác xác thực như đang có mặt tại hiện trường.
Trong vòng 1 giờ chơi, nếu người chơi hạ được địch, lấy được Item trong làng hay trong các hòm châu báu thì sẽ nhận được điểm. Mục đích của người chơi ở đây là tranh điểm cao thấp, đây là yếu tố khác biệt nhất so với các phiên bản còn lại trong series.
Akania Senki còn một khác biệt nữa là các trận đánh đều không có cảnh anime chiến đấu mà chỉ là những cảnh ngoài map.
Akania Senki được đánh dấu là rất khó vì người chơi chỉ có một đội hình nhỏ, phải đối mặt với một lực lượng đối thủ đông đảo và hùng mạnh. Mỗi chương chỉ giới hạn trong vòng 3 giờ đồng hồ. Nếu nhân vật chính chết, người chơi phải bắt đầu lại từ đầu với số thời gian còn lại. Và giống như game online ngày nay, Akania Senki không có kết thúc.

## Nội dung các chương
Chương 1Pales thất thủ (パレス陥落)
Thủ đô Pales phồn vinh của vương quốc Akania đang bị binh đoàn Đế quốc Dorua tấn công và sắp thất thủ. Vương nữ Nina và tư tế Boa được lệnh trốn khỏi Pales nhưng Nina lại bị quân Dorua bao vây...
Các nhân vật trong chương này (trong ngoặc là binh chủng)
Nina (tư tế)
Boa (tư tế)
Midia (Paladin)
Michelan (Armour Knight)
Tomus (Armour Knight)
Thomas (Archer)
Chương 2Kỵ sĩ rồng đỏ (赤い竜騎士)
Vương nữ Minerva, thủ lĩnh của đội bạch kỵ sĩ vương quốc Akania trên đường đến Orlean bỗng phát hiện một nhóm binh sĩ đào ngũ đang cướp bóc một ngôi làng bách tính. Quanh làng có cứ điểm của một long kỵ sĩ Makedonia đồi bại đang bắt giữ gia đình tư tế Frost làm con tin...
Các nhân vật trong chương này
Minerva (Dragon Knight)
Katua (Pegasus Knight)
Est (Pegasus Knight)
Hardin (Social Knight)
Roshe (Social Knight)
Wolf (Horse man)
Frost (tư tế)
Chương 3Đội đạo tặc chính nghĩa (正義の盗賊団)
Vài ngày sau khi vương đô Pales thất thủ trước Dorua, đạo tặc Ricard quyết định đột nhập vào thành Akania để trộm châu báu bất chấp lời khuyên can của nữ tu Lena, người mới quen trên đường đi. Trước lời cầu khẩn thống thiết của Lena, kiếm sĩ Navare chấp nhận làm vệ sĩ cho Lena. Trên đường đi, Ricard gặp thợ săn đảo Taris là Kasim ngất dọc đường. Cứu sống Kasim, cả bốn người cùng quyết định đột nhập Pales.
Các nhân vật xuất hiện trong chương này
Lena (nữ tu)
Ricardo (đạo tặc)
Navare (bị binh)
Kasim (Hunter)
Dice (chiến sĩ)
Maris (bị binh)
Chương 4Lúc bắt đầu (始まりのとき)
Hai năm sau kể từ khi Pales thất thủ, vương nữ Nina được hắc kỵ sĩ xứ Grunia là Camyu bảo vệ. Biết chuyện, địa long vương Medius đùng đùng nổi giận, phái thuộc hạ đến bắt Nina. Camyu hay tin đã gửi Nina đến vương quốc Orlean nhờ Hardin bảo hộ.
Các nhân vật xuất hiện trong chương này
Camyu (Paladin)
Nina (tư tế)
Lobelt (Horseman)
Belf (Social Knight)
Raiden (Social Knight)
Marusu chỉ được nhắc đến qua đoạn hội thoại giữa các nhân vật nhưng không xuất hiện trong game.